# Roberto Musacchio
Roberto Musacchio (Miami, 3 settembre 1956) è un politico italiano.

## Biografia
Maturità classica, è stato dirigente del Partito di Unità Proletaria per il Comunismo, quindi del Partito Comunista Italiano, successivamente è membro della direzione nazionale del Partito della Rifondazione Comunista.
Nel 1999 è stato candidato alle elezioni europee nella circoscrizione Italia centrale, senza risultare eletto. Si candida sempre con il PRC anche al Senato alle elezioni del 2001, nel collegio di Civitavecchia, senza essere eletto.
È invece stato eletto deputato del Parlamento europeo nel 2004 per la lista di Rifondazione nella circoscrizione nord-est, con 7.600 preferenze, dopo la rinuncia di Fausto Bertinotti che ha accettato l'incarico nella circoscrizione sud. Ha ricoperto l'incarico di capo della delegazione dei deputati del PRC al Parlamento europeo, iscritto al gruppo parlamentare Sinistra Unitaria Europea/Sinistra Verde Nordica. È stato membro della Commissione per l'ambiente, la sanità pubblica e la sicurezza alimentare; della Commissione per l'occupazione e gli affari sociali; della Delegazione per le relazioni con i paesi dell'Europa sudorientale; della Delegazione per le relazioni con i paesi del Mashreq; della Delegazione per le relazioni con l'Australia e la Nuova Zelanda.
È stato poi vicepresidente della Commissione parlamentare temporanea per i cambiamenti climatici.
Lasciata Rifondazione, a inizio 2009 ha aderito al Movimento per la Sinistra di Nichi Vendola. È stato candidato con Sinistra e Libertà per le elezioni europee del 2009 nella Circoscrizione Centro (Lazio, Toscana, Umbria e Marche), senza risultare eletto a causa del mancato raggiungimento della soglia di sbarramento da parte della lista.

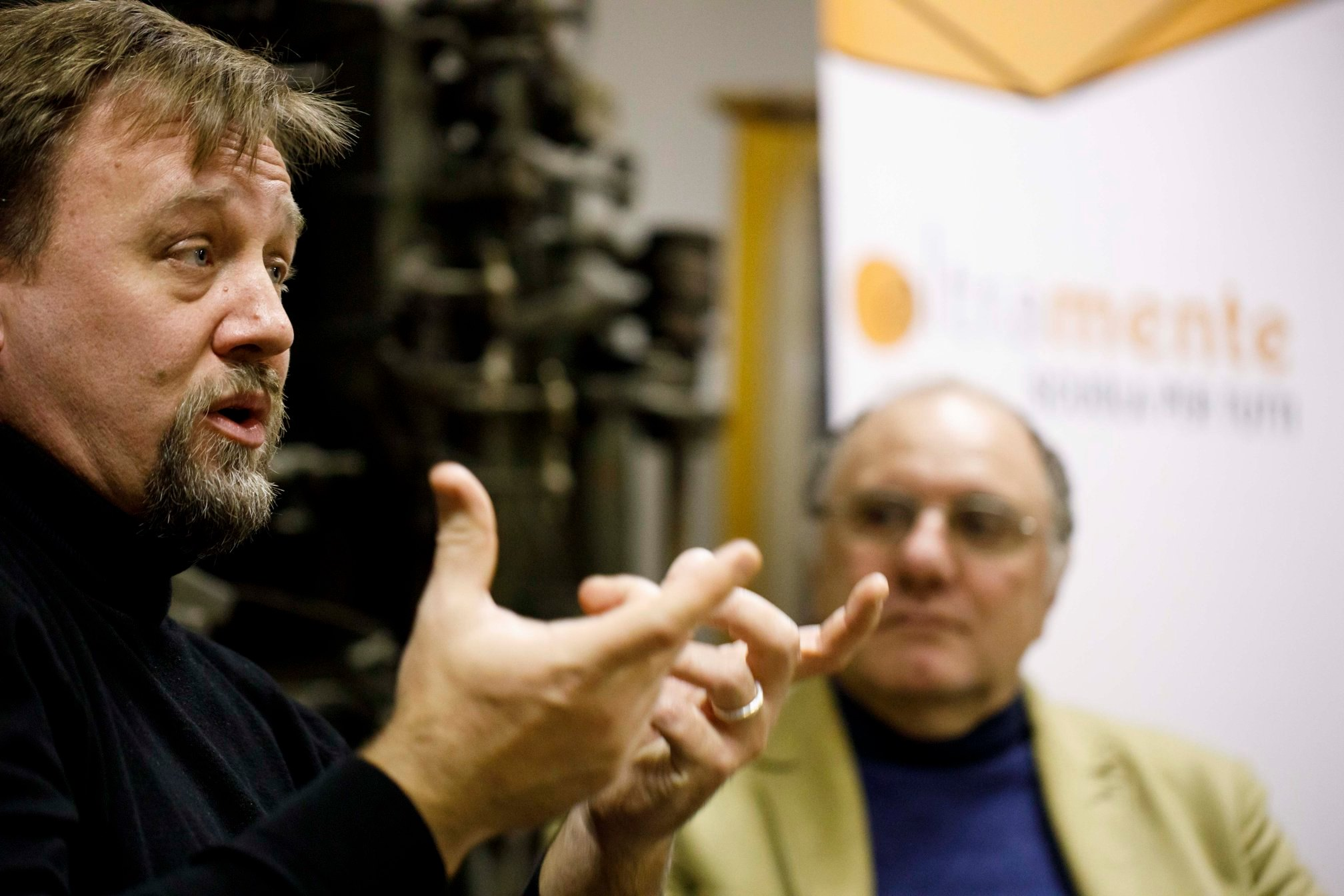
Roberto Musacchio con William Domenichini, durante la rassegna Pezzettini 2020, a Torpignattara

Dal 2010, con la nascita di Sinistra Ecologia e Libertà, ne diventa membro del Comitato Scientifico nazionale, per poi lasciare il partito nel 2011 in polemica con la decisione di appoggiare le raccolte di firme per il referendum Parisi di abolizione del sistema elettorale proporzionale.
Dal 2014 fa parte de L'Altra Europa con Tsipras e nel 2019 si iscrive nuovamente a Rifondazione Comunista.
Anche sua moglie Patrizia Sentinelli è una politica, essendo stata deputata di Rifondazione Comunista e viceministra degli Esteri nel Governo Prodi II.